# بوکر بی‌یو ۱۸۰
بوکر بی‌یو ۱۸۰ (به انگلیسی: Bücker_Bü_180) یک هواگرد ملخ‌پیشین تک‌موتوره از نوع دو سرنشینه آموزشی ساخت شرکت Bücker Flugzeugbau است. هواگرد بوکر بی‌یو ۱۸۰ نخستین پروازش را در ۱۹۳۷ میلادی انجام داد.